# Andromeda (Gorillaz)
Andromeda è un singolo del gruppo musicale britannico Gorillaz, pubblicato il 23 marzo 2017 come secondo estratto dal quinto album in studio Humanz.

## Tracce
Testi e musiche dei Gorillaz e D.R.A.M..
Download digitale
1. Andromeda (feat. D.R.A.M.) – 3:17

Download digitale – Bonobo Remix
1. Andromeda (feat. D.R.A.M.) (Bonobo Remix) – 5:15

Download digitale – Purple Disco Machine Remix
1. Andromeda (feat. D.R.A.M.) (Purple Disco Machine Remix) – 6:03

Download digitale – ZHU Remix
1. Andromeda (feat. D.R.A.M.) (ZHU Remix) – 5:12

Download digitale – D.R.A.M. Special
1. Andromeda (feat. D.R.A.M.) (D.R.A.M. Special) – 4:00

## Formazione
Musicisti
- Gorillaz – voce, strumentazione
- D.R.A.M. – voce
- Roses Gabor – voce aggiuntiva

Produzione
- Gorillaz, The Twilite Tone of DAP, Remi Kabaka – produzione
- Stephen Sedgwick – ingegneria del suono, missaggio
- Samuel Egglenton – assistenza tecnica
- John Davis – mastering

## Classifiche
| Classifica (2017) | Posizione massima |
| ----------------- | ----------------- |
| Belgio (Fiandre)  | 51                |
| Belgio (Vallonia) | 69                |
| Francia           | 148               |